# Мериадок Брендибак
Мериадок (Мерри) Брендибак (англ. Meriadoc Brandybuck, варианты перевода — Брендискок, Брендизайк, Крольчинс) — один из главных персонажей «Властелина Колец» Дж. Р. Р. Толкина. Хоббит, вошедший в Братство Кольца.

## Этимология имени
Фамилия «Брендибак» состоит из двух корней: бренди происходит от названия реки Брендивайн (англ. Brandywine), причем элемент бренди значит граница или предел, марка; бак же происходит от староанглийского bucc (олень) или bucca (козёл).
Собственное имя Мериадока на Вестроне — Калимак. Мерри и Мериадок — переводы его имени на английский.

## Биография и участие в событиях «Властелина колец»
Мериадок Брендибак родился в 2982 году Третьей Эпохи Средиземья в семействе Сарадока Брендибака, Хозяина Бакленда, и Эсмеральды Тук; таким образом, он приходится двоюродным братом Перегрину Туку и родственником Бильбо и Фродо Бэггинса по материнской линии.
Приблизительно в 2999 году Т. Э., за два года до ухода Бильбо из Шира, Мериадок случайно стал свидетелем сверхъестественных способностей Бильбо Бэггинса, дарованных ему Кольцом Всевластия (о чём спустя почти двадцать лет рассказал Фродо перед его бегством в Ривенделл). За исключением Бильбо и Фродо, Мериадок стал третьим хоббитом, посвящённым в тайну Кольца Всевластия, и, возможно, единственным из хоббитов, кроме Бэггинсов, кто осознавал степень угрозы, таящейся за Кольцом.
Будучи по натуре предприимчивым и осторожным, он по собственной воле решает оказать Фродо Бэггинсу помощь в уходе из Шира, а также становится его спутником наряду с Перегрином Туком и Сэмом Гэмджи. Именно Мерри принадлежит инициатива воспользоваться для бегства от назгулов тропами Старого Леса (в котором они, правда, чуть было не сгинули).
Свой меч, который на деле был кинжалом арнорской работы, он нашёл в Могильниках Кардолана. Этот кинжал был когда-то выкован для войны с Ангмаром и был зачарован.
В Бри Мериадок едва не был схвачен назгулами, когда он прогуливался снаружи «Гарцующего Пони».
После Совета у Элронда Мериадок вместе с тремя своими сородичами был включён в число девяти Хранителей Кольца. Вместе с ними он проделал путь от Ривенделла до Парт Галена. В Амон Хен был схвачен урук-хаями Сарумана. Спустя несколько дней Мериадок вместе со своим двоюродным братом Перегрином ухитрился спастись во время нападения на орков отряда Эомера на опушке Фангорна. Там же он повстречался с энтами и вместе с ними принял участие в знаменитом походе воинства энтов на Изенгард.
На развалинах Изенгарда Мериадок впервые познакомился с королём Рохана Теоденом и был искренне поражён его учтивостью и уважительным отношением к хоббитам. С позволения Теодена он примкнул к его свите, а во время воинского сбора сил Рохана был посвящён самим королём в оруженосцы и стражи Эдораса. К своему новому назначению Мериадок отнёсся совершенно серьёзно и поэтому, даже несмотря на то, что Теоден не позволил ему следовать за армией Рохана на юг, воспользовался помощью Эовин (которая под видом воина Дернхельма и вопреки указу короля также отправилась на войну в Гондор). Вдвоём с ней они участвовали в битве на Пеленнорских полях и убили в поединке главнокомандующего силами Мордора — Предводителя Назгулов, Короля-Чародея. В этом сражении он получил тяжёлую рану, от которой его смог исцелить только Арагорн.
После Войны за Кольцо Мериадок с друзьями вернулся в Шир, где вместе с Перегрином Туком возглавил восстание хоббитов против диктатуры Сарумана, хитростью захватившего власть над страной. Восстание завершилось победоносным сражением при Байуотере, в котором Мериадок и Перегрин выступали в качестве полководцев.
Мериадок женился на Эстелле, младшей сестре Фредегара Болджера. После смерти своего отца в 11 году Ч. Э. он унаследовал титул Хозяина Бакленда, а два года спустя был назначен советником при дворе Северного Королевства. В 63 году он и Перегрин Тук добровольно сложили с себя должностные обязанности и отправились в путешествие в Рохан и в Гондор. Через несколько лет оба умерли в Гондоре и были похоронены в усыпальнице гондорских королей и наместников на Рат Динен. После смерти короля Элессара их останки были перезахоронены рядом с ним.

## Писательская деятельность
Мериадок Брендибак известен также как автор ботанического компендиума «Травник Шира» (в Предисловии к «Властелину Колец» цитируется большой отрывок из данного труда, посвящённый истории возделывания хоббитами трубочного зелья и курения), а также трудов по истории и генеалогии — «Исчисление лет», «Старинные имена и названия Шира» и др.

## В адаптациях

Доминик Монаган в роли Мериадока Брендибака

В кинотрилогии Питера Джексона роль Мерри исполнил британский актёр Доминик Монаган. 